# Sífutás a 2017. évi téli európai ifjúsági olimpiai fesztiválon
A 2017. évi téli európai ifjúsági olimpiai fesztivál sífutás versenyszámait Törökországban, Erzurumban, a Kandilli Téli Üdülőközpontban rendezték február 13. és 17-e között.

## Összesített éremtáblázat
| A 2017. évi téli európai ifjúsági olimpiai fesztivál összesített éremtáblázata sífutásban | A 2017. évi téli európai ifjúsági olimpiai fesztivál összesített éremtáblázata sífutásban | A 2017. évi téli európai ifjúsági olimpiai fesztivál összesített éremtáblázata sífutásban | A 2017. évi téli európai ifjúsági olimpiai fesztivál összesített éremtáblázata sífutásban | A 2017. évi téli európai ifjúsági olimpiai fesztivál összesített éremtáblázata sífutásban | Olimpia  |
| ----------------------------------------------------------------------------------------- | ----------------------------------------------------------------------------------------- | ----------------------------------------------------------------------------------------- | ----------------------------------------------------------------------------------------- | ----------------------------------------------------------------------------------------- | -------- |
|                                                                                           | Ország                                                                                    | Arany                                                                                     | Ezüst                                                                                     | Bronz                                                                                     | Összesen |
| 1.                                                                                        | Oroszország                                                                               | 5                                                                                         | 3                                                                                         | 3                                                                                         | 11       |
| 2.                                                                                        | Finnország                                                                                | 1                                                                                         | 3                                                                                         | 3                                                                                         | 7        |
| 3.                                                                                        | Szlovénia                                                                                 | 1                                                                                         | 0                                                                                         | 0                                                                                         | 1        |
| 4.                                                                                        | Csehország                                                                                | 0                                                                                         | 1                                                                                         | 0                                                                                         | 1        |
| 5.                                                                                        | Franciaország                                                                             | 0                                                                                         | 0                                                                                         | 1                                                                                         | 1        |
|                                                                                           |                                                                                           |                                                                                           |                                                                                           |                                                                                           |          |
| Összesen                                                                                  | Összesen                                                                                  | 7                                                                                         | 7                                                                                         | 7                                                                                         | 21       |

## Eredmények

### Férfi
| A 2017. évi téli európai ifjúsági olimpiai fesztivál érmesei férfi sífutásban |                             |                             |                             |                             |                                |                                |
| Versenyszám                                                                   | Arany                       | Arany                       | Ezüst                       | Ezüst                       | Bronz                          | Bronz                          |
| 10 km-es                                                                      | Oroszország Andrei Nekrasov | 21:37,3                     | Finnország Petteri Koivisto | 22:10,7                     | Oroszország Andrei Kuznetsov   | 22:13,9                        |
| 7,5 km-es                                                                     | Finnország Miska Poikkimaki | 17:51,4                     | Oroszország Andrei Nekrasov | 17:56,7                     | Finnország Petteri Koivisto    | 18:25,9                        |
| Sprint                                                                        | Oroszország Andrei Nekrasov | Oroszország Andrei Nekrasov | Finnország Miska Poikkimaki | Finnország Miska Poikkimaki | Oroszország Aleksandr Terentev | Oroszország Aleksandr Terentev |

### Női
| A 2017. évi téli európai ifjúsági olimpiai fesztivál érmesei női sífutásban |                              |                           |                            |                            |                                  |                          |
| Versenyszám                                                                 | Arany                        | Arany                     | Ezüst                      | Ezüst                      | Bronz                            | Bronz                    |
| 7,5 km-es                                                                   | Oroszország Kristina Kuskova | 19:13,3                   | Oroszország Elena Kucheva  | 19:23,5                    | Finnország Josefiina Book        | 19:34,6                  |
| 5 km-es                                                                     | Szlovénia Anja Mandeljc      | 13:49,3                   | Oroszország Elena Kucheva  | 14:04,9                    | Oroszország Aleksandra Trofimova | 14:17,3                  |
| Sprint                                                                      | Oroszország Elena Kucheva    | Oroszország Elena Kucheva | Csehország Zuzana Holikova | Csehország Zuzana Holikova | Finnország Jasmin Kahara         | Finnország Jasmin Kahara |

### Vegyes
| A 2017. évi téli európai ifjúsági olimpiai fesztivál vegyesváltó érmesei sífutásban |                                                                                     |                                                                                   |                                                                                |
| Versenyszám                                                                         | Arany                                                                               | Ezüst                                                                             | Bronz                                                                          |
| Vegyes paralel- csapatverseny                                                       | Oroszország · Elena Kucheva · Kristina Kuskova · Andrei Kuznetsov · Andrei Nekrasov | Finnország · Josefiina Book · Jasmin Kahara · Petteri Koivisto · Miska Poikkimaki | Franciaország · Vincent Buiatti · Melissa Gal · Emilien Louvrier · Lou Reynaud |